# Västerbottensost
O Västerbottensost (lit. queijo de Västerbotten) é um queijo originário da localidade de Burträsk na província histórica de Västerbotten.
É um queijo duro e granuloso, com um forte sabor aromático, feito de leite de vaca da Norrland na localidade de Burträsk em Västerbotten.
É uma marca registada na Suécia – como "W" – desde 1910. A sua receita é atribuída a Ulrika Eleonora Lindström que inventou um método baseado em aquecimento repetido.